# Ligue 1 (2023/2024)
Ligue 1 w sezonie 2023/2024 – 86. edycja rozgrywek o tytuł mistrza Francji w piłce nożnej mężczyzn, odbywająca się po raz 22. pod nazwą Ligue 1, w których bierze udział 18 najlepszych drużyn klubowych z Francji i Monako.
Rywalizacja będzie się toczyć systemem kołowym od 12 sierpnia 2023 do 18 maja 2024. W tym sezonie nastąpiła zmiana formatu rozgrywek, polegająca na zmniejszeniu liczby uczestniczących zespołów z 20 na 18. W związku z tym, w poprzednim sezonie awans z Ligue 2 uzyskały dwie drużyny, a cztery spadły do rozgrywek niższego szczebla.
Zespół, który zajmie 16. pozycję w końcowej klasyfikacji rozegra baraże o pozostanie w Ligue 1 w przyszłym sezonie z drużyną, która wygra baraże w Ligue 2. Mecze barażowe odbędą się między 30 maja a 2 czerwca 2024.

## Uczestnicy

### Drużyny
| Uczestnicy z poprzedniej edycji                                                                               | Uczestnicy z poprzedniej edycji | Uczestnicy z poprzedniej edycji | Uczestnicy z poprzedniej edycji |
| --- | ------------------------------- | ------------------------------- | ------------------------------- |
| PSG | Paris Saint-Germain             | 1                               |                                 |
| RCL | RC Lens                         | 2                               |                                 |
| OMA | Olympique Marsylia              | 3                               |                                 |
| REN | Stade Rennes                    | 4                               |                                 |
| LIL | Lille OSC                       | 5                               |                                 |
| ASM | AS Monaco                       | 6                               |                                 |
| LYO | Olympique Lyon                  | 7                               |                                 |
| CLE | Clermont Foot                   | 8                               |                                 |
| NIC | OGC Nice                        | 9                               |                                 |
| LOR | Lorient                         | 10                              |                                 |
| REI | Stade de Reims                  | 11                              |                                 |
| MHS | Montpellier HSC                 | 12                              |                                 |
| TFC | Toulouse FC                     | 13                              |                                 |
| BRS | Brest                           | 14                              |                                 |
| RCS | RC Strasbourg                   | 15                              |                                 |
| NAN | FC Nantes                       | 16                              |                                 |
| Spadek z Ligue 1 (2022/2023)                                                                                  |                                 |                                 |                                 |
| AUX | Auxerre                         | 17                              |                                 |
| AJA | Ajaccio                         | 18                              |                                 |
| TRO | Troyes                          | 19                              |                                 |
| ANG | Angers SCO                      | 20                              |                                 |
| Awans z Ligue 2 (2022/2023)                                                                                   |                                 |                                 |                                 |
| HAV | Le Havre AC                     | 1                               |                                 |
| MET | FC Metz                         | 2                               |                                 |
| Oznaczenia: - kolumna pierwsza – skróty nazw drużyn, - kolumna trzecia – miejsce zajęte w poprzednim sezonie. |                                 |                                 |                                 |

## Trenerzy, kapitanowie i sponsorzy
| Zespół              | Prezes              | Trener                 | Kapitan             | Producent strojów | Sponsor koszulki (przód) | Sponsor koszulki (tył)                        | Sponsor koszulki (rękaw)                      | Sponsor spodni                                                 |
| ------------------- | ------------------- | ---------------------- | ------------------- | ----------------- | --- | --------------------------------------------- | --------------------------------------------- | -------------------------------------------------------------- |
| Brest               | Denis Le Saint      | Éric Roy               | Brendan Chardonnet  | Adidas            | Quéguiner Matériaux (D)/Yaourt Malo (W i 3)/Le Petit Basque (W i 3), SILL (D)/Breizh Cola (W i 3), GUYOT Environnement, Oceania Hotels, Fée du Bonheur | Écomiam, J.Bervas Automobiles                 | Eaux de Zilia                                 | E.Leclerc, SOFT-Société d’Organisation Financière et Technique |
| Clermont            | Ahmet Schaefer      | Pascal Gastien         | Florent Ogier       | Uhlsport          | Staffmatch, Puy-de-Dôme, Crédit Mutuel | Auvergne-Rhône-Alpes (D), Pingeon & Fils      | Radio SCOOP                                   | Systèmes Solaires                                              |
| Le Havre            | Vincent Volpe       | Luka Elsner            | Arouna Sangante     | Joma              | Winamax, SIM Agences d’emploi | SOL’S                                         | Brak                                          | Geodis                                                         |
| Lens                | Joseph Oughourlian  | Franck Haise           | Brice Samba         | Puma              | Auchan, Groupe Lempereur, Smart Good Things | Randstad, Winamax                             | Aushopping Noyelles/Winamax (in UEFA matches) | Pas-de-Calais, McDonald’s                                      |
| Lille               | Olivier Létang      | Paulo Fonseca          | Benjamin André      | New Balance       | Boulanger, RIKA, Actual Group | Essalmi, Teddy Smith                          | Aushopping V2                                 | Winamax, Blåkläder                                             |
| Lorient             | Loïc Féry           | Régis Le Bris          | Laurent Abergel     | Umbro             | Jean Floc’h, Acadomia, Breizh Cola | KarrGreen, MA Pièces Autos Bretagne           | Actual Group                                  | BMW/Mousqueton, B&B Hotels                                     |
| Lyon                | John Textor         | Pierre Sage            | Alexandre Lacazette | Adidas            | Emirates | Aushopping, Groupe ALILA                      | MG Motor                                      | Staffmatch                                                     |
| Marseille           | Pablo Longoria      | Jean-Louis Gasset      | Valentin Rongier    | Puma              | CFA CGM, Parions Sport | Boulanger                                     | D’Or et de Platine                            | Sublime Côte d’Ivoire                                          |
| Metz                | Bernard Serin       | Ladislau Bölöni        | Matthieu Udol       | Kappa             | Car Avenue (H), MOSL Mosselle Sans Limite, Malezieux, Axia Interim                                                                                     | Technitoit, Nacon                             | Eurométropole de Metz                         | E.Leclerc Moselle, LCR                                         |
| Monaco              | Dmitrij Ribolowlew  | Adi Hütter             | Wissam Ben Yedder   | Kappa             | Visit Monaco, Triangle Intérim | Bang & Olufsen, Royal Caribbean International | Brak                                          | VBET, Teddy Smith                                              |
| Montpellier         | Laurent Nicollin    | Michel Der Zakarian    | Téji Savanier       | Nike              | Partouche, FAUN-Environnement, Montpellier Métropole                                                                                                   | FAUN-Environnement                            | Loxam                                         | Système U, Viwone                                              |
| Nantes              | Waldemar Kita       | Antoine Kombouaré      | Pedro Chirivella    | Macron            | Synergie, Groupe AFD, Proginov | Préservation du Patrimoine, Groupe Millet     | LNA Santé                                     | ZEbet, Be Green                                                |
| Nice                | Jean-Pierre Rivère  | Francesco Farioli      | Dante               | Le Coq Sportif    | Ineos | Ineos Grenadier                               | Ineos Science + Performance                   | VBET                                                           |
| Paris Saint-Germain | Nasser Al-Khelaifi  | Luis Enrique           | Marquinhos          | Nike              | Qatar Airways | Brak                                          | GOAT                                          | Brak                                                           |
| Reims               | Jean-Pierre Caillot | Samba Diawara          | Yunis Abdelhamid    | Umbro             | Hexaom, EVA Air, Crédit Agricole Nord Est | Transports Caillot, Ebury                     | Triangle Intérim, Grand Reims/Reims           | Winamax, Würth Modyf                                           |
| Rennes              | Nicolas Holveck     | Julien Stéphan         | Steve Mandanda      | Puma              | Samsic, Del Arte, Groupe Launay, Association ELA | Winamax, Blot Immobilier                      | Groupe ROSE                                   | Convivio                                                       |
| Strasbourg          | Marc Keller         | Patrick Vieira         | Matz Sels           | Adidas            | ÉS Énergies (D)/Winamax (W i 3), Hager Group, Pierre Schmidt (D)/Stoeffler (W i 3)                                                                     | Winamax (D)/ÉS Énergies (W i 3), Soprema      | Würth                                         | Atheo                                                          |
| Toulouse            | Damien Comolli      | Carles Martínez Novell | Vincent Sierro      | Craft             | LP Promotion Group | Newrest                                       | GLS Group                                     | Sud de France                                                  |

### Zmiany trenerów
| Klub                | Były trener        | Data odejścia     | Powód                             | Nowy trener             | Data zatrudnienia |
| ------------------- | ------------------ | ----------------- | --------------------------------- | ----------------------- | ----------------- |
| Przed sezonem       |                    |                   |                                   |                         |                   |
| Olympique Marsylia  | Igor Tudor         | 1 czerwca 2023    | Rezygnacja                        | Marcelino García Toral  | 23 czerwca 2023   |
| AS Monaco           | Philippe Clement   | 4 czerwca 2023    | Zwolnienie                        | Adi Hütter              | 4 lipca 2023      |
| Toulouse FC         | Philippe Montanier | 14 czerwca 2023   | Zwolnienie                        | Carles Martinez Novell  | 14 czerwca 2023   |
| RC Strasbourg       | Frédéric Antonetti | 27 czerwca 2023   | Rezygnacja                        | Patrick Vieira          | 30 czerwca 2023   |
| OGC Nice            | Didier Digard      | 1 lipca 2023      | Koniec umowy                      | Francesco Farioli       | 1 lipca 2023      |
| Paris Saint-Germain | Christophe Galtier | 5 lipca 2023      | Zwolnienie                        | Luis Enrique            | 5 lipca 2023      |
| W trakcie sezonu    |                    |                   |                                   |                         |                   |
| Olympique Lyon      | Laurent Blanc      | 8 września 2023   | Zwolnienie                        | Fabio Grosso            | 16 września 2023  |
| Olympique Marsylia  | Marcelino          | 20 września 2023  | Rezygnacja                        | Gennaro Gattuso         | 27 września 2023  |
| Stade Rennes        | Bruno Génésio      | 19 listopada 2023 | Rezygnacja                        | Julien Stéphan          | 19 listopada 2023 |
| FC Nantes           | Pierre Aristouy    | 28 listopada 2023 | Zwolnienie                        | Jocelyn Gourvennec      | 29 listopada 2023 |
| Olympique Lyon      | Fabio Grosso       | 30 listopada 2023 | Zwolnienie                        | Pierre Sage             | 30 listopada 2023 |
| Olympique Marsylia  | Gennaro Gattuso    | 19 lutego 2024    | Zwolnienie                        | Jean-Louis Gasset       | 20 lutego 2024    |
| FC Nantes           | Jocelyn Gourvennec | 17 marca 2024     | Zwolnienie                        | Antoine Kombouaré       | 17 marca 2024     |
| Stade de Reims      | Will Still         | 2 maja 2024       | Zwolnienie za porozumieniem stron | Samba Diawara (opiekun) | 3 maja 2024       |

## Rozgrywki

### Tabela ligowa
| Lp. | Drużyna                    | M  | Z  | R  | P  | B+ | B– | +/– | Pkt | Kwalifikacja lub spadek                       |
| --- | -------------------------- | -- | -- | -- | -- | -- | -- | --- | --- | --------------------------------------------- |
| 1   | Paris Saint-Germain (M, P) | 34 | 22 | 10 | 2  | 81 | 33 | +48 | 76  | Liga Mistrzów UEFA • Faza ligowa              |
| 2   | AS Monaco                  | 34 | 20 | 7  | 7  | 68 | 42 | +26 | 67  | Liga Mistrzów UEFA • Faza ligowa              |
| 3   | Brest                      | 34 | 17 | 10 | 7  | 53 | 34 | +19 | 61  | Liga Mistrzów UEFA • Faza ligowa              |
| 4   | Lille OSC                  | 34 | 16 | 11 | 7  | 52 | 34 | +18 | 59  | Liga Mistrzów UEFA • III runda kwalifikacyjna |
| 5   | OGC Nice                   | 34 | 15 | 10 | 9  | 40 | 29 | +11 | 55  | Liga Europy UEFA • Faza ligowa                |
| 6   | Olympique Lyon             | 34 | 16 | 5  | 13 | 49 | 55 | −6  | 53  | Liga Europy UEFA • Faza ligowa                |
| 7   | RC Lens                    | 34 | 14 | 9  | 11 | 45 | 37 | +8  | 51  | Liga Konferencji UEFA • Runda play-off        |
| 8   | Olympique Marsylia         | 34 | 13 | 11 | 10 | 52 | 41 | +11 | 50  |                                               |
| 9   | Stade de Reims             | 34 | 13 | 8  | 13 | 42 | 47 | −5  | 47  |                                               |
| 10  | Stade Rennes               | 34 | 12 | 10 | 12 | 53 | 46 | +7  | 46  |                                               |
| 11  | Toulouse FC                | 34 | 11 | 10 | 13 | 42 | 46 | −4  | 43  |                                               |
| 12  | Montpellier HSC            | 34 | 10 | 12 | 12 | 43 | 48 | −5  | 42  |                                               |
| 13  | RC Strasbourg              | 34 | 10 | 9  | 15 | 38 | 50 | −12 | 39  |                                               |
| 14  | FC Nantes                  | 34 | 9  | 6  | 19 | 30 | 55 | −25 | 33  |                                               |
| 15  | Le Havre AC                | 34 | 7  | 11 | 16 | 34 | 45 | −11 | 32  |                                               |
| 16  | FC Metz (B)                | 34 | 8  | 5  | 21 | 35 | 58 | −23 | 29  | Baraże o utrzymanie                           |
| 17  | Lorient (S)                | 34 | 7  | 8  | 19 | 43 | 66 | −23 | 29  | Spadek do Ligue 2                             |
| 18  | Clermont Foot (S)          | 34 | 5  | 10 | 19 | 26 | 60 | −34 | 25  | Spadek do Ligue 2                             |

### Wyniki
| Gospodarz \ Gość | BRE | CLE | HAC | LEN | LIL | LOR | OL  | OM  | MET | ASM | MON | FCN | NIC | PSG | REI | REN | STR | TFC |
| ---------------- | --- | --- | --- | --- | --- | --- | --- | --- | --- | --- | --- | --- | --- | --- | --- | --- | --- | --- |
| Brest            |     | 3–0 | 1–0 | 3–2 | 1–1 | 4–0 | 1–0 | 1–0 | 4–3 | 0–2 | 2–0 | 0–0 | 0–0 | 2–3 | 1–1 | 0–0 | 1–1 | 1–1 |
| Clermont         | 1–1 |     | 2–1 | 0–3 | 0–0 | 1–0 | 0–1 | 1–5 | 0–1 | 2–4 | 1–1 | 0–1 | 0–1 | 0–0 | 4–1 | 1–3 | 1–1 | 0–3 |
| Le Havre         | 1–2 | 2–1 |     | 0–0 | 0–2 | 3–0 | 3–1 | 1–2 | 0–1 | 0–0 | 0–2 | 0–1 | 3–1 | 0–2 | 1–2 | 0–1 | 3–1 | 1–0 |
| Lens             | 1–0 | 1–0 | 1–1 |     | 1–1 | 2–0 | 3–2 | 1–0 | 0–1 | 2–3 | 2–2 | 4–0 | 1–3 | 0–2 | 2–0 | 1–1 | 3–1 | 2–1 |
| Lille            | 1–0 | 4–0 | 3–0 | 2–1 |     | 3–0 | 3–4 | 3–1 | 2–0 | 2–0 | 1–0 | 2–0 | 2–2 | 1–1 | 1–2 | 2–2 | 1–0 | 1–1 |
| Lorient          | 0–1 | 5–0 | 3–3 | 0–0 | 4–1 |     | 0–2 | 2–4 | 2–3 | 2–2 | 0–3 | 0–1 | 1–1 | 1–4 | 2–0 | 2–1 | 1–2 | 1–2 |
| Lyon             | 4–3 | 1–2 | 0–0 | 0–3 | 0–2 | 3–3 |     | 1–0 | 1–1 | 3–2 | 1–4 | 1–0 | 1–0 | 1–4 | 1–1 | 2–3 | 2–1 | 3–0 |
| Marseille        | 2–0 | 2–1 | 3–0 | 2–1 | 0–0 | 3–1 | 3–0 |     | 1–1 | 2–2 | 4–1 | 2–0 | 2–2 | 0–2 | 2–1 | 2–0 | 1–1 | 0–0 |
| Metz             | 0–1 | 1–0 | 0–0 | 2–1 | 1–2 | 1–2 | 1–2 | 2–2 |     | 2–5 | 0–1 | 3–1 | 0–1 | 0–2 | 2–2 | 2–3 | 0–1 | 0–1 |
| Monaco           | 2–0 | 4–1 | 1–1 | 3–0 | 1–0 | 2–2 | 0–1 | 3–2 | 2–1 |     | 2–0 | 4–0 | 0–1 | 0–0 | 1–3 | 1–0 | 3–0 | 1–2 |
| Montpellier      | 1–3 | 1–1 | 2–2 | 0–0 | 0–0 | 2–0 | 1–2 | 1–1 | 3–0 | 0–2 |     | 1–1 | 0–0 | 2–6 | 1–3 | 0–0 | 2–2 | 3–0 |
| Nantes           | 0–2 | 1–2 | 0–0 | 0–1 | 1–2 | 5–3 | 1–3 | 1–1 | 0–2 | 3–3 | 2–0 |     | 1–0 | 0–2 | 0–1 | 0–3 | 1–3 | 1–2 |
| Nice             | 0–0 | 0–0 | 1–0 | 2–0 | 1–1 | 3–0 | 0–0 | 1–0 | 1–0 | 2–3 | 1–2 | 1–2 |     | 1–2 | 2–1 | 2–0 | 2–0 | 1–0 |
| Paris SG         | 2–2 | 1–1 | 3–3 | 3–1 | 3–1 | 0–0 | 4–1 | 4–0 | 3–1 | 5–2 | 3–0 | 2–1 | 2–3 |     | 2–2 | 1–1 | 3–0 | 1–3 |
| Reims            | 1–2 | 2–0 | 1–0 | 1–1 | 0–1 | 1–0 | 2–0 | 1–0 | 2–1 | 1–3 | 1–2 | 0–0 | 0–0 | 0–3 |     | 2–1 | 2–1 | 2–3 |
| Rennes           | 4–5 | 3–1 | 2–2 | 1–1 | 2–2 | 1–2 | 0–1 | 2–0 | 5–1 | 1–2 | 2–1 | 3–1 | 2–0 | 1–3 | 3–1 |     | 1–1 | 1–2 |
| Strasbourg       | 0–3 | 0–0 | 2–1 | 0–1 | 2–1 | 1–3 | 2–1 | 1–1 | 2–1 | 0–1 | 2–2 | 1–2 | 1–3 | 1–2 | 3–1 | 2–0 |     | 2–0 |
| Toulouse         | 0–3 | 2–2 | 1–2 | 0–2 | 3–1 | 1–1 | 2–3 | 2–2 | 3–0 | 1–2 | 1–2 | 1–2 | 2–1 | 1–1 | 1–1 | 0–0 | 0–0 |     |

## Baraże o Ligue 1
| 30 maja 2024 | AS Saint-Étienne          | 2:1   | FC Metz    |                                                              |
| 20:30 CET    | Sissoko 19' · Cardona 80' | (1:1) | 45' Traoré | Stade Geoffroy-Guichard, Saint-Étienne Sędzia: Benoît Millot |

| 2 czerwca 2024 | FC Metz                          | 2:2 po dogrywcewynik | AS Saint-Étienne        |                                                     |
| 17:00 CET      | Camara 19' · Mikautadze 25' (k.) | (2:1, 2:1, 2:1)      | 35' Pétrot · 117' Wadji | Stade Saint-Symphorien, Metz Sędzia: Jérôme Brisard |